# Abraham a Santa Clara
Abraham a Santa Clara (pravo ime Johann Ulrich Megerle), nemški baročni pridigar in pisatelj, * 2. julij 1644, † 1. december 1709, Dunaj.
Deloval je predvsem na Dunaju, kjer je leta 1705 pridigal tam živečim Krajncem in hvalil njihovo deželo. Njegovo glavno delo je Pošten govor za Krajnce (Eine redliche Red' für die krainerische Nation).